# Bocadillo (pain)
Pour l’article homonyme, voir Bocadillo.

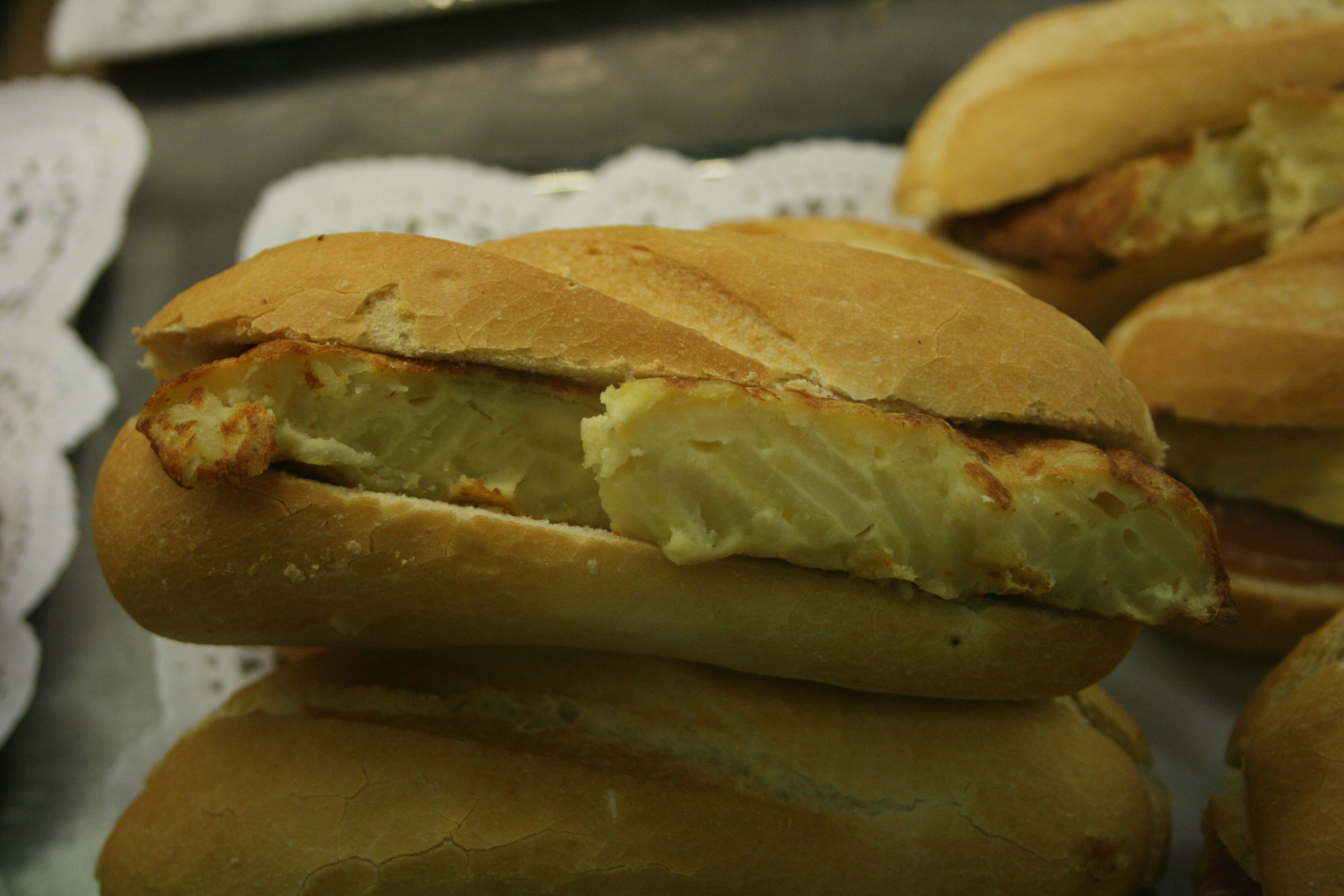
Le bocadillo de tortilla de patatas est l'une des expressions les plus populaires du bocadillo en Espagne.

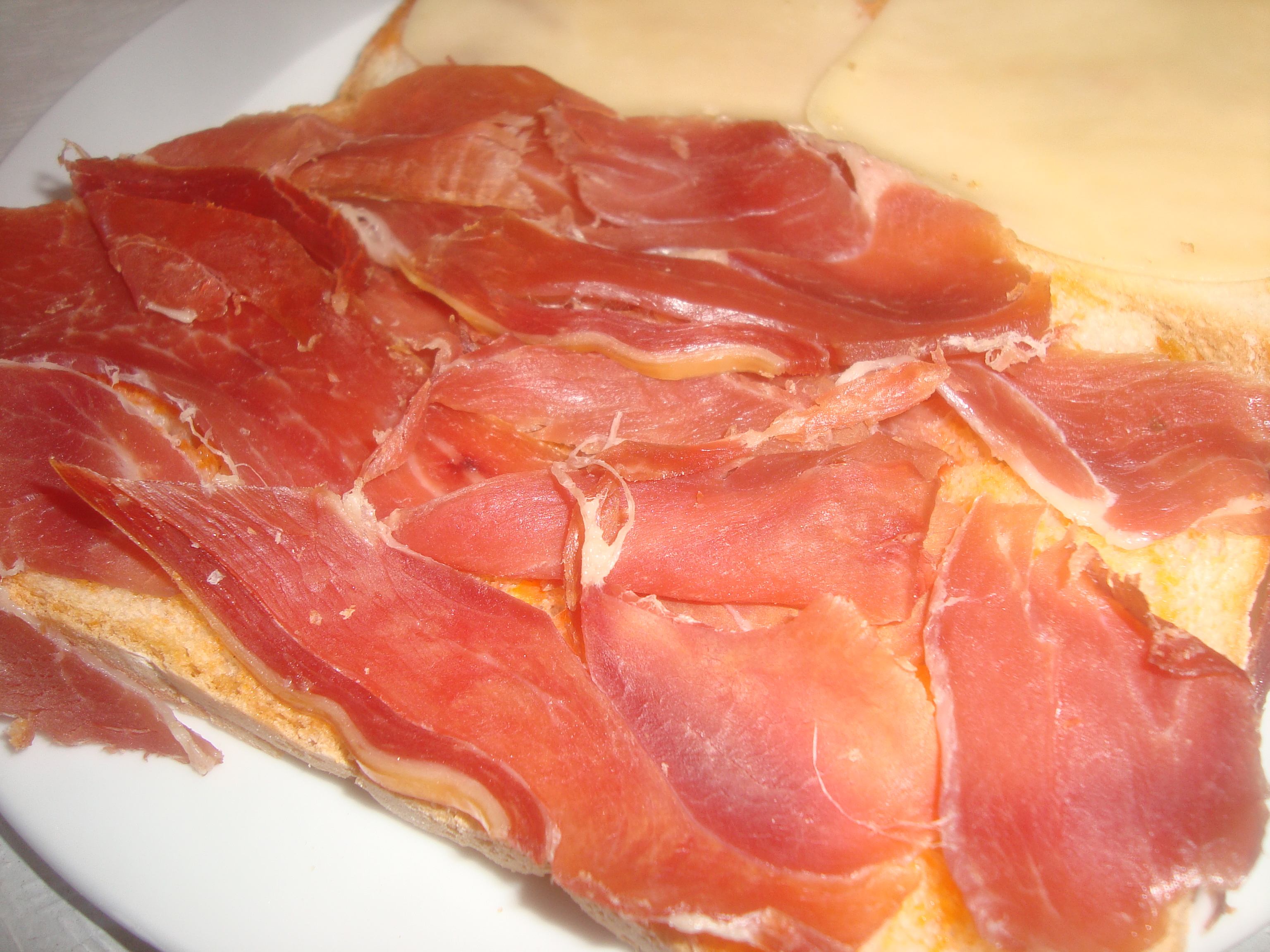
Bocadillo de jamón (Espagne).

Un bocadillo ou bocata (en Espagne), torta (au Mexique), refuerzo (en Uruguay) et pan con… (au Guatemala, Costa Rica et Venezuela, également bala fría) est un morceau de pain, ou une brioche, coupé(e) dans le sens de la longueur, dont l'intérieur est rempli d'un aliment quelconque.

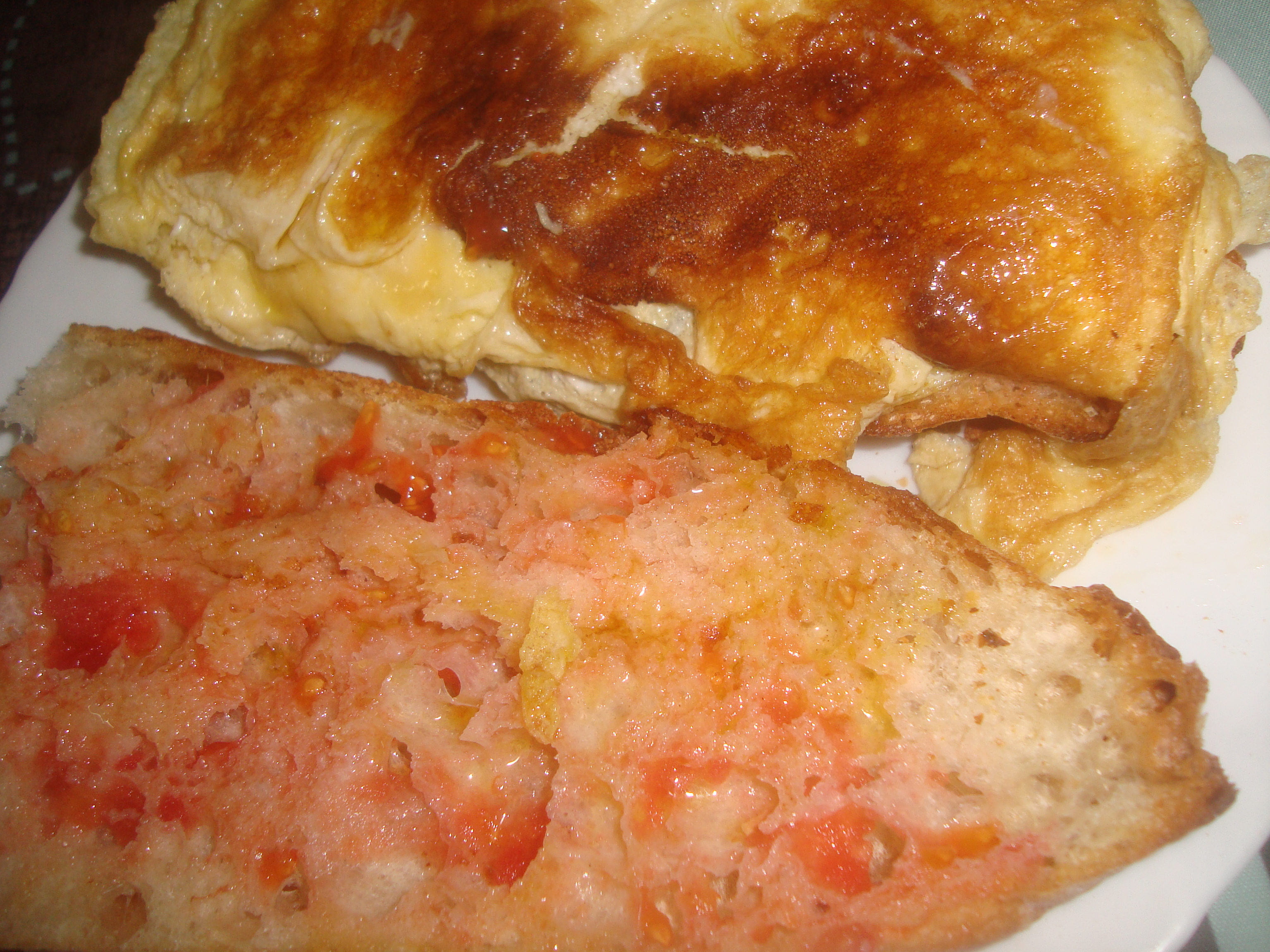
Bocadillo au pain à la tomate et omelette française.

En Espagne et au Mexique, il se distingue de l'emparedado ou du sandwich par le fait que ce dernier est fait avec du pain tranché (pain mou). Dans le reste des pays hispanophones, il n'existe pas de mot spécifique pour différencier les sandwichs faits avec une miche de pain coupée en deux et les sandwichs faits avec du pain tranché,. Le sandwich, qui était traditionnellement considéré comme un aliment humble en raison de son faible coût de préparation, a évolué au fil du temps pour devenir une pièce emblématique de la cuisine et de l'alimentation hispaniques. 